# Tofsklockfågel
Tofsklockfågel (Oreoica gutturalis) är en fågel i familjen klockfåglar inom ordningen tättingar. Den förekommer endast i Australien. Fågeln tros minska i antal men anses ändå vara livskraftig.

## Utseende och läte
Tofsklockfågeln är en grå tättning med en liten svart tofs. Hanen har vitt ansikte och svart haklapp, medan honan och ungfågeln är jämngrå. Sången består av en lång och vittljudande bubbligt visslande fras "kan-pan-parlala".

## Utbredning och systematik
Tofsklockfågeln är endemisk  för Australien. Den placeras som enda art i släktet Oreoica och delas in i två underarter med följande utbredning:
- Oreoica gutturalis gutturalis – förekommer i centrala Australien (till kusten i centrala västra Australien)
- Oreoica gutturalis pallescens – förekommer i sydvästra Western Australia till nordvästra Victoria och centrala Queensland

### Familjetillhörighet
Tidigare fördes den till familjen visslare och släktet Pitohui, då med det svenska trivialnamnet tofspitohui. Flera DNA-studier visar dock att den inte är nära släkt och placeras nu i den nyskapade familjen klockfåglar (Oreoicidae) tillsammans med rostklockfågel (Ornorectes cristatus) och rödnackad klockfågel (Aleadryas rufinucha). 

## Levnadssätt
Tofsklockfågeln födosöker på eller nära marken, hoppande eller studsande fram. Den kan också ses sjunga från framträdande sittplatser.

## Status och hot
Arten har ett stort utbredningsområde, men tros minska i antal, dock inte tillräckligt kraftigt för att den ska betraktas som hotad. Internationella naturvårdsunionen IUCN listar arten som livskraftig (LC).